# 鲁瓦伊
鲁瓦伊（法語：Roilly，法語發音：[ʁwaji]）是法国科多尔省的一个市镇，属于蒙巴尔区。

## 地理
鲁瓦伊（47°25'8"N, 4°20'24"E）面积4.51 平方千米，位于法国勃艮第-弗朗什-孔泰大區科多尔省，该省份为法国中东部省份，北起奥布省，西接涅夫勒省和约讷省，南至索恩-卢瓦尔省，东南接汝拉省，东临上索恩省，东北部与上马恩省接壤。
与鲁瓦伊接壤的市镇（或旧市镇、城区）包括：布里亚尼、楠苏蒂勒、普雷西苏蒂勒、勒瓦勒拉雷。

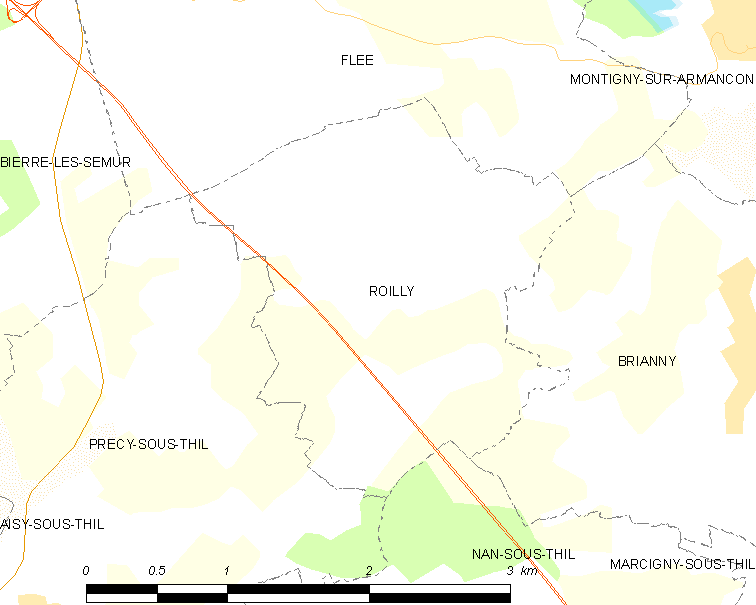
鲁瓦伊的OSM定位图

鲁瓦伊的时区为UTC+01:00、UTC+02:00（夏令时）。

## 行政
鲁瓦伊的邮政编码为21390，INSEE市镇编码为21529。

## 政治
鲁瓦伊所属的省级选区为欧苏瓦地区瑟米尔县。

## 人口

1962-2008年间鲁瓦伊人口变化图示

鲁瓦伊于2022年1月1日时的人口数量为52人。